# 정미선
정미선(鄭美善, 1981년 2월 12일 ~ )은 대한민국의 아나운서이다.

## 학력
- 숙명여자대학교 소비자경제학 학사 (99학번)

## 경력
| 연도         | 사항                                     |
| ------------ | ---------------------------------------- |
| 2003.06.01 ~ | SBS 아나운서팀 첫 아나운서 입사          |
| 2006.02      | 국민건강보험공단 홍보대사                |
| 2017~2021    | SBS 콘텐츠전략본부 아나운서팀 (차장대우) |
| 2021~        | SBS 콘텐츠전략본부 아나운서팀 (차장)     |

## 방송

### TV
- 오픈 스튜디오 ('2003년 11월 3일' ~ 2005년 7월 1일)
- 학교 전설 ('2004년 9월 4일' ~ '2004년 12월 4일')
- 유쾌한 두뇌검색 (2005년 3월 3일 ~ 2005년 11월 24일)
- 웰빙 맛 사냥 (2005년 8월 29일 ~ 2005년 11월 30일 / 2007년
- 게임 쇼 즐거운 세상 (2006년 11월 11일 ~ 2011년 4월 9일)
- 요 주의사항 (2007년 2월 15일 ~ 2007년 5월 3일)
- 평일 모닝와이드 3부 (2007년 5월 7일 ~ 2011년 3월 18일)
- 6월 18일 ~ 2007년 6월 22일)
- 기적의 승부사 (2007년 11월 11일 ~ 2008년 4월 20일)
- 작렬! 정신통일
- 세상에서 가장 아름다운 여행 (2008년 9월 1일 ~ 2010년 12월 1일)
- 문화가 중계
- 뉴스와 생활경제 (2008년 1월 14일 ~ 2009년 4월 24일)
- 금요 컬처 클럽
- 목요 컬쳐 클럽 (2009년 4월 30일 ~ 2010년 7월 22일)
- 주말 SBS 8 뉴스 (2012년 1월 21일 ~ 7월 1일 / 2014년 9월 7일 / 2015년 8월 15일 / 2017년 5월 27일 ~ 2019년 3월 17일)
- 평일 모닝와이드 1, 2부 (2013년 12월 27일 ~ 2014년 7월 18일 / 2019년 11월 4일 ~ 2023년 3월 31일 / 2023년 6월 29일 ~ 2023년 7월 11일)
- 평일 SBS 8 뉴스 (2014년 7월 21일 ~ 2015년 8월 14일 / 2015년 8월 24일 ~ 2016년 7월 29일 / 2016년 8월 8일 ~ 12월 16일, 2018년 7월 16일 ~ 7월 20일)
- SBS 뉴스토리 (2017년 3월 4일 ~ 2020년 12월 26일)
- 2016 희망TV SBS - 희망노래방 부기부기
- 궁금한 이야기 Y (2020년 11월 6일 ~ 현재)
- 2025 히든카드 (2025년 5월 8일 ~ 현재)

### 라디오
- 정미선의 스위트 뮤직박스 (SBS 파워FM) (2006년 10월 20일 ~ 2007년 4월 15일)
- 정미선의 뮤직토피아 (SBS 러브FM) (2013년 9월 1일 ~ 2014년 7월 13일)

## 수상
| 연도 | 사항                                    |
| ---- | --------------------------------------- |
| 2008 | 제38회 한국방송대상 아나운서 부문       |
| 2008 | SBS 방송연예대상 아나운서상             |
| 2011 | 제38회 한국방송대상 개인상 아나운서부문 |
| 2011 | 제1회 이달의 나눔인 보건복지부장관상    |
| 2014 | 숙명여자대학교 아름다운 숙명인상        |